# Mikael Kenta
Mikael Kenta (Göteborg, 25 aprile 1972) è un modello e fotografo svedese.

## Carriera
Dopo aver studiato come grafico a Stoccolma, Mikael Kenta si trasferisce in Italia nel 1994 per tentare la carriera di fotografo, proponendosi in varie agenzie di moda. Tuttavia Kenta riceve una offerta come modello. Kenta viene quindi scelto come testimonial delle campagne pubblicitarie televisive della Compagnia delle Indie, di Tissot e di Nescafé.
In seguito Mikael Kenta sfila per alcune case di moda internazionali come Versace, Ferrè, Cavalli, Guess? e Calvin Klein. Contemporaneamente Kenta compare in qualità di ospite in varie trasmissioni televisive come Buona Domenica, La vita in diretta, Verissimo e Domenica in nell'edizione 2003-2004, dove diventa una presenza fissa. Nel 2004 partecipa come concorrente alla prima edizione del reality show La talpa, da cui viene eliminato nel corso della sesta puntata.
Oltre alla fotografia, Kenta coltiva anche la passione per la musica, tanto da aver inciso un singolo assieme ad un gruppo di amici, intitolato Down for You.  Negli ultimi tempi ha fatto parte del cast della trasmissione di All Music Modeland, dove ha dato consigli sul mondo della moda ed ha potuto esercitare la sua professione di fotografo, realizzando servizi fotografici per i modelli e le modelle in gara.